# Neoseiulus novaescotiae
Neoseiulus novaescotiae är en spindeldjursart som först beskrevs av Chant 1959.  Neoseiulus novaescotiae ingår i släktet Neoseiulus och familjen Phytoseiidae. Inga underarter finns listade i Catalogue of Life.